# 海南市立海南市高等学校
海南市立海南市高等学校（かいなんしりつ かいなんしこうとうがっこう）は、和歌山県海南市にあった市立の高等学校。
県内に2校しかない公立女子高校であった。
海南市と下津町の合併当時から再編が計画されていた（2005年4月1日に海南市と下津町は合併し、海南市となった）。2007年（平成19年）をもって募集停止し、海南市立下津女子高等学校と統合、海南市立海南下津高等学校が下津女子高等学校の校地に開校した。2009年（平成21年）3月1日の卒業式および閉校式まで、在校生は海南市高等学校の校舎で学んでいた。

## 沿革
- 1955年（昭和30年）5月1日 - 海南市立海南市高等学校（昼間定時制・家庭科）の設置を認可され、開校
- 1966年（昭和41年）1月1日 - 本校定時制課程を全日制課程に改制
- 2007年（平成19年） - 募集停止。海南市立下津女子高等学校と統合し、海南市立海南下津高等学校が下津女子高等学校の校地に開校
- 2009年（平成21年）
  - 3月1日 - 2008年度卒業式・閉校式が行われる
  - 3月31日 - 閉校

## 課程および学科
- 全日制課程
  - 家政科

## 所在地
- 〒642-0002 和歌山県海南市日方1274番地